# LignoSat
LignoSat is een Japanse CubeSat die grotendeels uit hout is vervaardigd.

## Ontwkkeling
In april 2020 lanceerden de Universiteit van Kyoto en Sumitomo Forestry gezamenlijk het LignoStella Space Wood Project voor de bouw van een ruimtesonde die grotendeels uit hout is samengesteld. Voor sommige toepassingen in de ruimte kan hout worden gebruikt vanwege de flexibiliteit, sterkte en het relatief lage gewicht van het materiaal. Hout is duurzamer in de ruimte dan op aarde omdat er geen water of zuurstof aanwezig is dat het kan doen rotten of ontbranden. Het materiaal moet wel bestand zijn tegen extreme temperatuurschommelingen en kosmische straling
Bij terugkeer naar de aarde verbranden satellieten grotendeels in de atmosfeer. Delen van de ruimtesonde, onder andere in de vorm van aluminium, kunnen tijdens de afdaling naar de aarde gedurende het verbrandingsproces van de ruimtesonde afbladderen en in baan om de aarde belanden in de vorm van aluminiumoxide. Deze orbitale spaanders zijn een vorm van ruimteschroot en kunnen deels worden voorkomen door een ander soort materiaal voor de behuizing van een satelliet te gebruiken. Ook kunnen satellieten uiteenvallen en als brokstukken op de aarde terechtkomen. Hout heeft als voordeel dat het volledig verbrandt in de atmosfeer van de aarde maar een satelliet zal altijd naast de houten behuizing ook structuren van metaal en elektronische componenten blijven bevatten.
De houtsoort magnolia werd geselecteerd voor de toepassing in de ruimte. Dat materiaal wordt onder andere ook gebruikt in de schede van traditionele zwaarden.
In 2022 werd gedurende 240 dagen een onderzoek naar de eigenschappen van hout in de ruimte aan boord van de Japanse Experimentmodule Kibo van het internationale ruimtestation uitgevoerd door de Japanse astronaut Koichi Wakata tijdens de SpaceX Crew-5-missie als onderdeel van ISS-Expeditie 68. De duurzaamheid van hout werd gedurende het verblijf vastgesteld en bevestigd. De resultaten van het onderzoek lieten een minimale verslechtering en een goede stabiliteit zien van de monsters die waren geselecteerd.

## Naamgeving
Ligno is het Latijnse woord voor hout.

## LignoSat 1
De satelliet heeft een omvang van 10 bij 10 bij 10 centimeter en kan van invloed zijn op toekomstige ruimtevluchten. Tijdens de eerste missie van LignoSat zal de satelliet zes maanden in een baan om de aarde verblijven op een hoogte van ongeveer 400 kilometer waarbij de elektronische componenten aan boord meten hoe hout de extreme omgeving van de ruimte doorstaat, en vervolgens afdalen naar de Aarde.

### Lancering
LignoSat1 werd op op 5 november 2024 gelanceerd aan boord van SpaceX CRS-31, een Commercial Resupply Services-missie naar het ISS. Op 9 december 2024 werd de cubesat vanuit de Kibo-module van het ISS in een baan om aarde gebracht.